# Mia Martini in concerto
Mia Martini in concerto è un DVD pubblicato nel 2004, contenente il concerto tenuto da Mia Martini nel 1982 per la RTSI (Televisione Svizzera) nel programma televisivo musicale Musicalmente '82. Inoltre è presente l'aggiunta del brano Just the way you are non contenuta nella VHS stampata nel 1992 e senza Sung song eseguita dall'orchestra.
Contiene oltre che un libretto di otto pagine, anche lo special Le canzoni di Mia Martini, con alcune apparizioni alla Tv Svizzera in cui Mia Martini interpreta Almeno tu nell'universo, Gli uomini non cambiano, Imagine (con Andrea Mingardi e Kenny Moore), L'uva fogarina (con Renzo Arbore), Donna e un'intervista di Red Ronnie del 1989.

## Canzoni
- "In concerto Musicalmente":

1. Intervista
2. Nanneò
3. E ancora canto
4. Ti regalo un sorriso
5. Sono tornata
6. Danza
7. Stai con me
8. Inno
9. Piccolo uomo
10. Amanti
11. Valsinha
12. Minuetto
13. Vola
14. E non finisce mica il cielo
15. Just the way you are
16. La costruzione di un amore/E non finisce mica il cielo (ripresa)

- Extra "Le canzoni di Mia Martini":

1. Almeno tu nell'universo (da Tombola Radiotelevisiva '89)
2. Gli uomini non cambiano (da Tombola Radiotelevisiva '92)
3. Imagine (con Andrea Mingardi e Kenny Moore) (da Musica senza confini '89)
4. L'uva fogarina (con Renzo Arbore) (da Tombola Radiotelevisiva '92)
5. Donna (da Musica senza confini '89)
6. Red Ronnie intervista Mia Martini (da I bop a lula '89)

## Musicalmente
- Regia: Sandro Pedrazzetti
- Concerto registrato a Lugano negli studi della Rtsi-Televisione svizzera nel Giugno 1982
- Chitarre: Giorgio Cocilovo e Massimo Luca
- Piano e tastiere: Roberto Zanaboni
- Basso: Guido Guglielminetti
- Batteria: Walter Shebran
- Proprietà del master: Rtsi-Televisione svizzera

## Crediti
- Progetto: Paolo Piccioli
- Foto e progetto grafico di copertina: Mauro Balletti
- Authoring, dvd, remastering audio e grafiche tradizionale: Oz design
- Intervista di Red Ronnia a Mia Martini per gentile concessione dell'autore
- Prodotto e distribuito da Copia d'autore S.r.l. su licenza Rtsi-Televisione Svizzera

## Ringraziamenti
- Beatrice Grossmann e Adriana Bock della Rtsi-Televisione svizzera italiana
- Red Ronnie
- Promovideo
- Giuseppe Bertè
- Menico Caroli
- Roberto Monticelli

## Versioni
- Dal concerto è stato tagliato lo strumentale Sun song, mentre la canzone Just the way you are (a sua volta escluso dalla versione in Vhs del 1992) contiene alcune imperfezioni audio dovute al master originale.
- Nel 2006 fu ristampato come supporto del cd L'universo di Mia Martini contenente l'audio del concerto e degli extra.
- Nel 2007 fu ristampato in un'altra versione, in cui, al posto dell'intervista di Red Ronnie, è presente l'intervista di Enzo Tortora all'interno del programma Si rilassi del 1974.